# Глендејл (Охајо)
Глендејл (енгл. Glendale) град је у америчкој савезној држави Охајо.

## Демографија
По попису из 2010. године број становника је 2.155, што је 33 (-1,5%) становника мање него 2000. године.
| Група             | 2000.         | 2010.         |
| Белци             | 1.800 (82,3%) | 1.734 (80,5%) |
| Афроамериканци    | 310 (14,2%)   | 332 (15,4%)   |
| Азијати           | 15 (0,7%)     | 32 (1,5%)     |
| Хиспаноамериканци | 26 (1,2%)     | 28 (1,3%)     |
| Укупно            | 2.188         | 2.155         |